# Паралимпийские талисманы
Паралимпийский талисман — часть паралимпийской символики, обязательный атрибут игр, начиная с Летней паралимпиады 1980 года в Арнеме, Нидерланды. Как правило в этой роли выступает антропоморфное животное или человеческая фигура, представляющие культурное наследие страны, где проходит Олимпиада. В последнее время, паралимпийскому талисману уделяется больше внимания, чем созданию паралимпийским флагам и эмблемам. 

## Талисманы Паралимпийских игр

### Талисманы летних Паралимпийских игр

#### Две белки (Арнем 1980)
На VI Паралимпийских играх, проходивших в Нидерландах под официальным названием Олимпийские игры для инвалидов (англ. Olympics for the Disabled) впервые появился талисман. Им стали две белки по имени Ногги (Noggi) и Йогги (Yoggi) (автор нидерл. Necky Oprinsen).

#### Комдури (Сеул 1988)
Талисманами Паралимпиады в Сеуле стали два чёрных гималайских медведя, получивших общее название Комдури (Komduri). Как и олимпийские талисманы тигры Ходори и Хосуни, Комдури были созданы и стилизованы корейским художником Ким Хюном (Kim Hyun). Амурский тигр и гималайский медведь являются традиционными участниками корейских сказаний и легенд.

#### Петра (Барселона 1992)
Петра (англ. Petra) — стилизованная девочка без рук, несущая флаг с символом Паралимпиады. Автором является испанский художник-дизайнер Хавьер Марискал (исп. Javier Errando Mariscal), создатель Коби, официального талисмана Летних олимпийских игр в Барселоне в 1992 году.

#### Блейз (Атланта 1996)
Талисманом летней паралимпады в Атланте (штат Джорджия, США) стал феникс Блейз (англ. Blaze),  мифологическая птица, которая поднимается из пепла, чтобы испытать обновлённую жизнь. Феникс традиционно символизирует силу, видение, вдохновение и выживание. Изображение талисмана было предложено художником Джоном Райаном (англ. John Ryan). После проведения игр Блейз стал официальным талисманом организации «БлейзСпортс» (англ. BlazeSports America), занимающейся вопросами популяризации спорта для людей с ограниченными физическими возможностями в Соединённых Штатах и сейчас, в качестве символа триумфа человеческого духа, является самой узнаваемой эмблемой спорта для инвалидов.

#### Лиззи (Сидней 2000)
Лиззи — плащеносная ящерица, талисман паралимпады в австралийском Сиднее. Автором Лиззи стал дизайнер Мэттью Хаттон (англ. Matthew Hatton), создавший и талисманы Летних Олимпийских игр 2000 года — утконоса Сида, кукабару Олли и ехидну Милли. Все животные представленные талисманами обитают только в Австралии. «Воротник» (большая воротникообразная кожная складка, расположенная вокруг головы и прилегающая к телу) Лиззи повторяет очертаниями карту Австралии.

#### Протос (Афины 2004)
Талисманом XII Летних Паралимпийских игр 2004 года, прошедших в Афинах (Греция) стал морской конёк Протос (Proteas). Автором Протоса, наряду с талисманами XXVIII Олимпийских игр Фебом и Афиной, является художник-дизайнер Спирос Гогос (англ. Spyros Gogos). Талисман символизирует 4 уникальных значения для паралимпийских игр: вдохновение, силу, стремление и торжество, а греческое слово протос означает первый в чем-либо, отличный.

#### Фу Ниу Леле (Пекин 2008)
16 июля 2003 года был выбран талисман Паралимпийских игр 2008 в Пекине — корова Фу Ниу Леле (кит. трад. 福牛乐乐, упр. 福牛樂樂, С днём Коровы), которая была представлена 6 сентября 2006 года на торжественной церемонии у подножия Бадалин Великой Китайской стены в знаменование двухлетнего отсчёта перед началом Игр. Фу Ниу Леле символизирует постоянство духа, равенство и интеграцию. 
Автором стал профессор Академии искусств и дизайна Университета Цинхуа У Гуань (Wu GuanYing), его работа была выбрана из 87 предложенных, в числе вариантов были китайский речной дельфин и персонажи китайской мифологии Нэчжа и Сунь Укун

#### Мандевиль (Лондон 2012)
Это был второй раз (после Ванкувера 2010) за историю игр, когда Олимпийские и Паралимпийские талисманы были обнародованы одновременно. Официальными талисманами летних Олимпийских игр стал Венлок, а Паралимпийских игр 2012 — Мандевиль. Оба талисмана представляют собой две анимированные капли стали. Венлок (в красном) назван в честь города Мач-Венлок в графстве Шропшир, где проводились соревнования-предшественники современных Олимпийских игр, а Мандевиль (в синем) — в честь Стоук-Мандевильской больницы в графстве Бакингемшир, где проходили Стоук-Мандевильские игры, предшественники Паралимпийских игр.

#### Том (Рио-де-Жанейро 2016)
Собирательный образ бразильской флоры  — Том, растение с комбинированными элементами дерева и цветка. Назван в честь бразильского композитора и музыканта Тома Жобима.

#### Сомэйти (Токио 2020)
22 июля 2018 года прошла официальная церемония утверждения имён талисманов Олимпийских игр и Паралимпийских игр. Название талисмана Паралимпиады — Сомэйти (производное от сорта сакуры). Голосование по выбору имён проходило с декабря 2017 года по февраль 2018 года среди учеников начальной школы в Японии.

### Талисманы зимних Паралимпийских игр

#### Элпи (Альбервиль 1992)
Гора Элпи (Alpy) — талисман зимней Паралимпиады 1992 года, прошедшей в Альбервиле и Тине (Франция). Проект  был представлен Винсентом Тибо фр. Vincent Thiebaut), Элпи был изображен на моно-лыже (англ. Monoski). При этом monoski — это специальные соревнования для людей с ограниченными физическими возможностями. Сам Элпи олицетворяет одну из вершин в Тине (фр. Grande Motte).

#### Сондре (Лиллехаммер 1994)
Талисманом VI Зимних Паралимпийских игр 1994 года, прошедших в Лиллехаммере (Норвегия) стал тролль Сондре (Sondre). Стилизованный дизайнером Tor Lindrupsen, Сондре был изображён с ампутированной ногой. Своё имя талисман получил в честь пионера норвежского лыжного спорта Сондре Норхейма, основоположника телемарка.

#### Параббит (Нагано 1998)
Талисманом зимней Паралимпиады 1998 года в Нагано стала крольчиха Параббит (англ. Parabbit) с разноцветными ушами, что в сумме с синей пижамой снова даёт цветовую гамму символа Паралимпийских игр: зелёный-синий-красный.

#### Отто (Солт-Лейк-Сити 2002)
Выдра Отто стала официальным талисманом Зимних Паралимпийских игр 2002. Выдры часто встречалось в мифологии индейцев, а затем они были практически истреблены из-за загрязнения воды и браконьерства. Представители оргкомитета уверены, что из-за популярности талисмана в последующие годы ситуация заметно исправилась.

#### Астер (Турин 2006)
После того, как португальский художник-дизайнер Педро Альбукерке (порт. Pedro Albuquerque) изобразил Неве и Глиц, талисманы Олимпийских игр 2006, оргкомитет зимних игр в Турине (TOROC) предложил ему создать в том же духе и талисман к Парампийским играм. Так появилась снежинка Астер (англ. Aster), которая должна была передавать идеалы паралимпийских-спортсменов: страсть и мужество. Как правило, она была отмечена зелёным цветом, и при появлении на публике Неве, Астер и Глиц повторяли цветовую гамму символа паралимпийских игр в Турине.

#### Суми и Мукмук (Ванкувер 2010)
Официальным талисманом Паралимпийских игр стал Суми, который воплощал в себе образы косатки, медведя и громовой птицы североамериканских индейцев. Нередко Суми появлялся в компании олимпийских талисманов Мига и Куатчи. Кроме того, у них был общий друг, ванкуверский сурок Мукмук, неофициальный талисман Игр. По словам творческого директора Оргкомитета XXI Зимних Олимпийских игр, «…Мукмук так привлекателен и так гармонирует с остальными символами Олимпиады, что отказаться от него было невозможно». Дизайн принадлежит канадско-американской студии Meomi Design.

#### Лучик и Снежинка (Сочи 2014)
Возможность выбора талисманов была предоставлена спортсменам-паралимпийцам. После совещания представители паралимпийского движения во главе с чемпионом Паралимпийских игр, генеральным секретарем Паралимпийского комитета России Михаилом Терентьевым , талисманами выбрали Лучика и Снежинку, которых придумали москвичка Наталия Балашова и Анна Жилинская из Санкт-Петербурга.

#### Бандаби (Пхёнчхан 2018)
Талисманом зимних игр 2018 года (официально принят Международным Олимпийским комитетом 2 июня 2016 года) стал чёрный гималайский медвежёнок Бандаби (кор. 반다비). По заявлению организаторов Бандаби символизирует сильную волю и мужество.

#### Сюэ Жун Жун (Пекин 2022)
Талисманом зимних Паралимпийских игр в Пекине стал китайский бумажный фонарик Сюэ Жун Жун (кит. 雪容融). В дизайне талисмана использованы элементы традиционной китайской вырезки из бумаги и орнаменты жуйи. Китайский бумажный фонарь — древний культурный символ Китая, связанный с праздником, урожаем, процветанием и яркостью.